# 2463 Sterpin
2463 Sterpin (1934 FF) là một tiểu hành tinh vành đai chính được phát hiện ngày 10 tháng 3 năm 1934 bởi G. Van Biesbroeck ở Williams Bay.